# Sigmund Exner
Sigmund Exner-Ewarten (Vienna, 1846 – 1926) è stato un fisiologo austriaco.
Direttore dell'Istituto di Fisiologia dell'università di Vienna dal 1891, fu tra i massimi esperti di fisiologia comparata e condusse vari studi sulla fonazione.